# Osvald Chlubna
Osvald Chlubna (Brno, 22 de juliol de 1893 - Brno, 30 d'octubre de 1971) fou un compositor txec. És conegut sobretot per haver ajudat a orquestrar l'òpera Šárka del seu mestre Leoš Janáček.
Amb la intenció originalment d'estudiar enginyeria, Chlubna va canviar els seus objectius i, de 1914 a 1924, va estudiar composició amb Janáček. Fins a 1953, va treballar com a oficinista. Més tard, va ser professor de l'Escola d'Orgue de Brno durant molts anys. Les obres de Chlubna poden ser definides per tres períodes diferents: Romanticisme, Impressionisme, i tot el camí fins al constructivisme modern. També va aprofundir en el simbolisme. Va utilitzar els textos de poetes simbòlics txecs, com Otakar Brezina, Jaroslav Vrchlický, Jaroslav Durych i altres. Va escriure diversos cicles de composicions per a piano i orgue, així com concerts instrumentals, simfonies, obertures i cantates. Va escriure moltes òperes, sovint utilitzant els seus propis llibrets, com ara La venjança de Catul basat en l'obra de Vrchlický (1917), Alladina i Palomid (basat en l'obra de Maeterlinck, 1925), Nura (1932), Com va arribar la Mort al món (1936), Jiří de Kunštát i Poděbrady (basada en l'obra d'Alois Jirásek, 1941), Bressol (integrat en el treball de Jirásek, 1951), Eupyros (1960). També va escriure textos i articles principalment sobre Janáček.